# 在日アラブ首長国連邦人
在日アラブ首長国連邦人（ざいにちアラブしゅちょうこくれんぽうじん、アラビア語: الإماراتيين في اليابان）は、日本に一定期間在住するアラブ首長国連邦国籍の人々である。

## 統計
日本の法務省の在留外国人統計によると、2018年6月末時点で在日アラブ首長国連邦人は87人である。
在留資格別（1位まで）
| 順位 | 在留資格 | 人数 |
| ---- | -------- | ---- |
| 1    | 留学     | 83   |

都道府県別（2位まで）
| 順位 | 都道府県 | 人数 |
| ---- | -------- | ---- |
| 1    | 東京     | 53   |
| 2    | 神奈川   | 25   |